# Municipio de Gudauta
El municipio de Gudauta (en georgiano: გუდაუთის მუნიციპალიტეტი; en abjasio: Гәдоуҭа амуниципалитет) es un municipio de iure parte de la República Autónoma de Abjasia de Georgia, aunque de facto se corresponde con el distrito de Gudauta de la parcialmente reconocida República de Abjasia. El área total del municipio es 1640 kilómetros cuadrados y su centro administrativo es Gudauta. La población era 36 775, según el censo de 2011.

## Geografía
El municipio de Gudauta está ubicado en el oeste de Georgia y limita al sureste con el municipio de Sojumi y al noroeste con el de Gagra.

## Historia
El municipio de Gudauta se formó en 1940 en la RASS de Abjasia sobre la base del distrito de Gudauta de la anterior RSS de Abjasia. Antes del conflicto georgiano-abjasio de 1992-1993, el distrito de Gudauta era el único en que los abjasios eran mayoría (53,1% de la población), aunque había numerosas aldeas pobladas por armenios.
El actual municipio de Gudauta es la única de los municipios de Abjasia que durante la guerra entre Georgia y Abjasia de 1992-1993 estuvo total y constantemente controlada por las autoridades abjasias.

## Política
Después de la guerra de Abjasia de 1992-1993, el gobierno de Georgia no controla el municipio de Gudauta. Las autoridades de la autoproclamada república de Abjasia son quienes lo administran mediante el distrito de Gudauta.

## División administrativa
El municipio consta de la capital municipal, Gudauta, la ciudad de Novi Afón y el asentamiento urbano de Miusera. Los pueblos del municipio son: Aatsi, Abgarjuki, Achandara, Agaraki, Ajalsopeli, Anujva, Barmishi, Blaburjva, Duripshi, Jopi, Kaldajvara, Kulanurjva, Lijni, Mtsara, Mugudzirjva, Otjara, Primórskoye, Psirtsja, Yirjva, Zvandripshi.

## Demografía
El municipio de Gudauta ha tenido una disminución de población desde 1989, teniendo hoy sobre el 61% de los habitantes de entonces.
| Población del municipio de Gudauta                                     | Población del municipio de Gudauta | Población del municipio de Gudauta | Población del municipio de Gudauta | Población del municipio de Gudauta | Población del municipio de Gudauta | Población del municipio de Gudauta | Población del municipio de Gudauta | Población del municipio de Gudauta | Población del municipio de Gudauta | Población del municipio de Gudauta | Población del municipio de Gudauta |
|                                                                        | 1897                               | 1922                               | 1926                               | 1939                               | 1959                               | 1970                               | 1979                               | 1989                               | 2003                               | 2011                               | 2020                               |
| ---------------------------------------------------------------------- | ---------------------------------- | ---------------------------------- | ---------------------------------- | ---------------------------------- | ---------------------------------- | ---------------------------------- | ---------------------------------- | ---------------------------------- | ---------------------------------- | ---------------------------------- | ---------------------------------- |
| Municipio de Gudauta                                                   | -                                  | -                                  | 30 800                             | 40 065                             | 53 468                             | 60 139                             | 55 247                             | 57 334                             | 34 869                             | 36 775                             | 38 650                             |
| Ciudad de Gudauta                                                      |                                    |                                    | 3601                               | 7056                               | -                                  | 13 241                             | 13 053                             | 14 864                             | 7738                               | 8514                               | 8826                               |
| Datos: Estadística de población de Georgia desde 1897 hasta hoy. Nota: |                                    |                                    |                                    |                                    |                                    |                                    |                                    |                                    |                                    |                                    |                                    |

Tras la guerra en Abjasia se produjo un cambio drástico en la composición poblacional. Los abjasios eran el grupo mayoritario antes de la guerra y tras ella, pasaron a ser todavía más dominantes. Los georgianos pasaron de suponer el 13% de la población a un mínimo 1,4%; este fenómeno se denomina en muchas ocasiones como la limpieza étnica de georgianos en Abjasia. También sufrieron un importante descenso de la población rusa (del 15,6% al 5%).
|              | 1979      | 1979       | 2011      | 2011       |
| Grupo étnico | Población | Porcentaje | Población | Porcentaje |
| ------------ | --------- | ---------- | --------- | ---------- |
| Georgianos   | 6974      | 12,6%      | 506       | 1,4%       |
| Abjasios     | 27 697    | 50,1%      | 30 125    | 81,9%      |
| Rusos        | 8607      | 15,6%      | 1838      | 5%         |
| Ucranianos   | 905       | 1,6%       | 135       | 0,4%       |
| Armenios     | 9403      | 17%        | 3667      | 10%        |
| Griegos      | 745       | 1,3%       | 117       | 0,3%       |
| Total        | 55 247    | 100%       | 36 775    | 100%       |

La inmensa mayoría de la población del distrito de Gudauta son abjasios (81,3%). Sin embargo, los armenios suponen una minoría (10%) que domina algunos municipios como Ptsirtsja (69,3%), Primórskoye (59,8%), Agaraki (95,4%) o Mtsara (88%).

## Galería

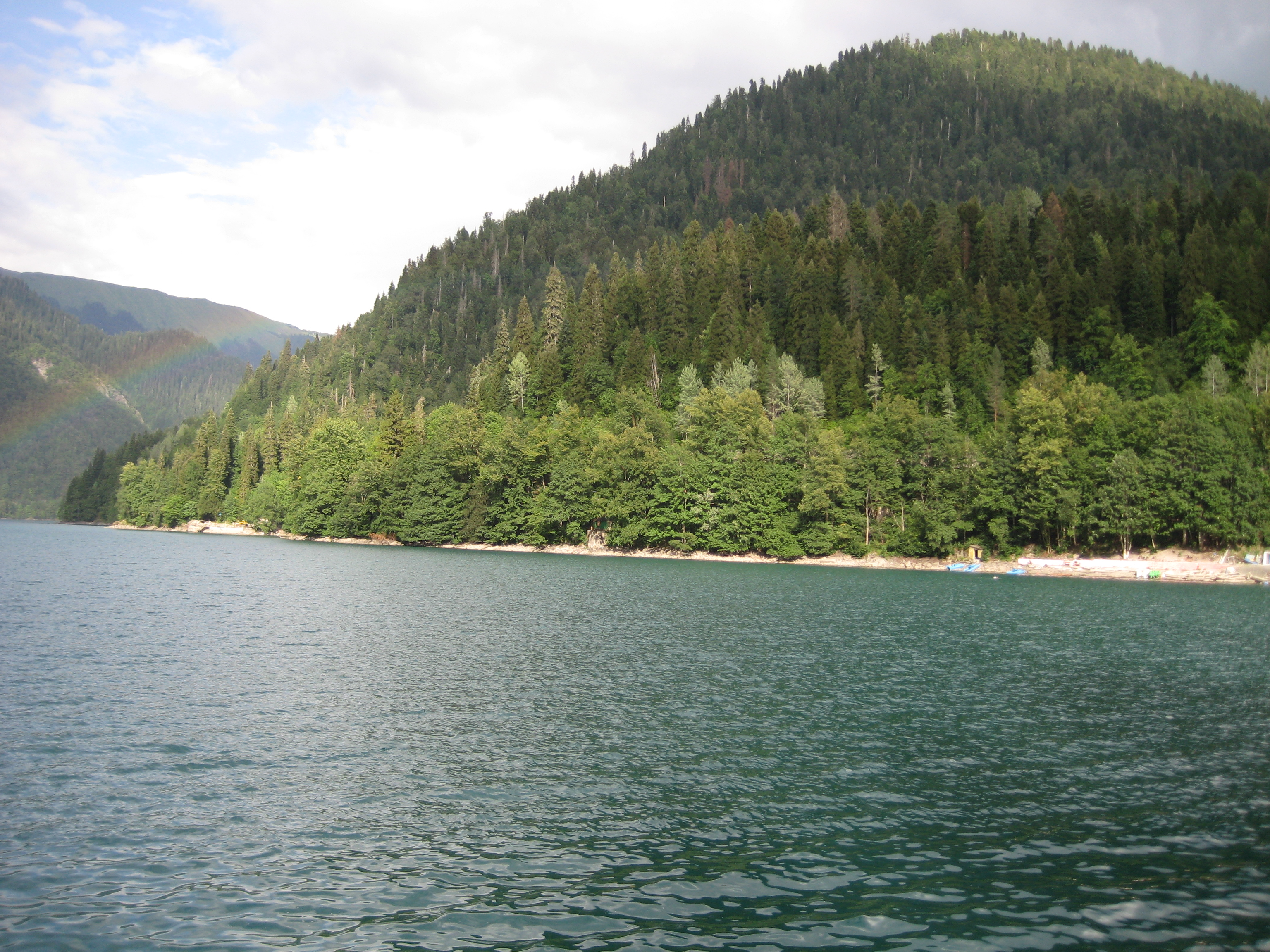
Lago Ritsa
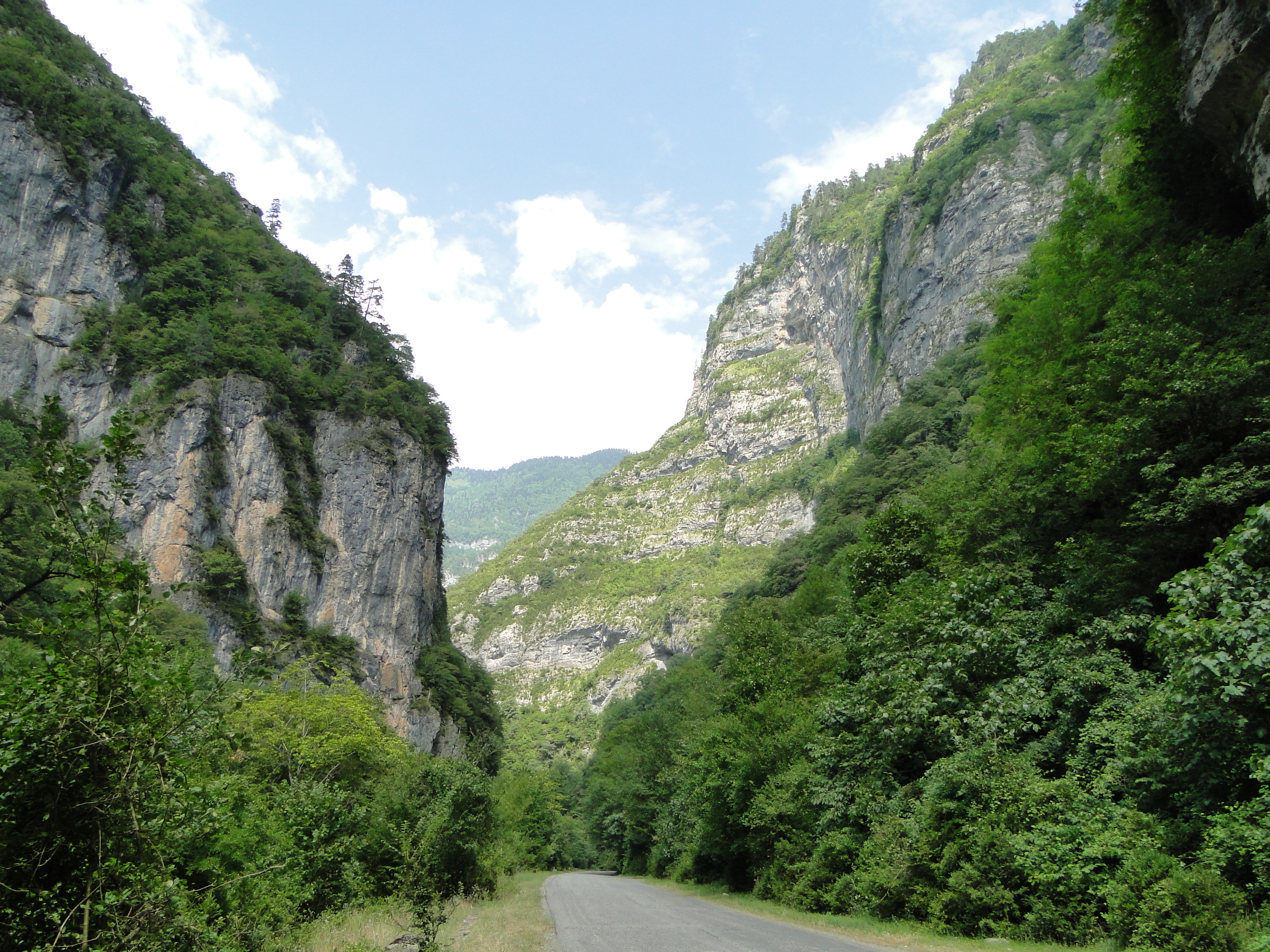
Desfiladero de Yupshar
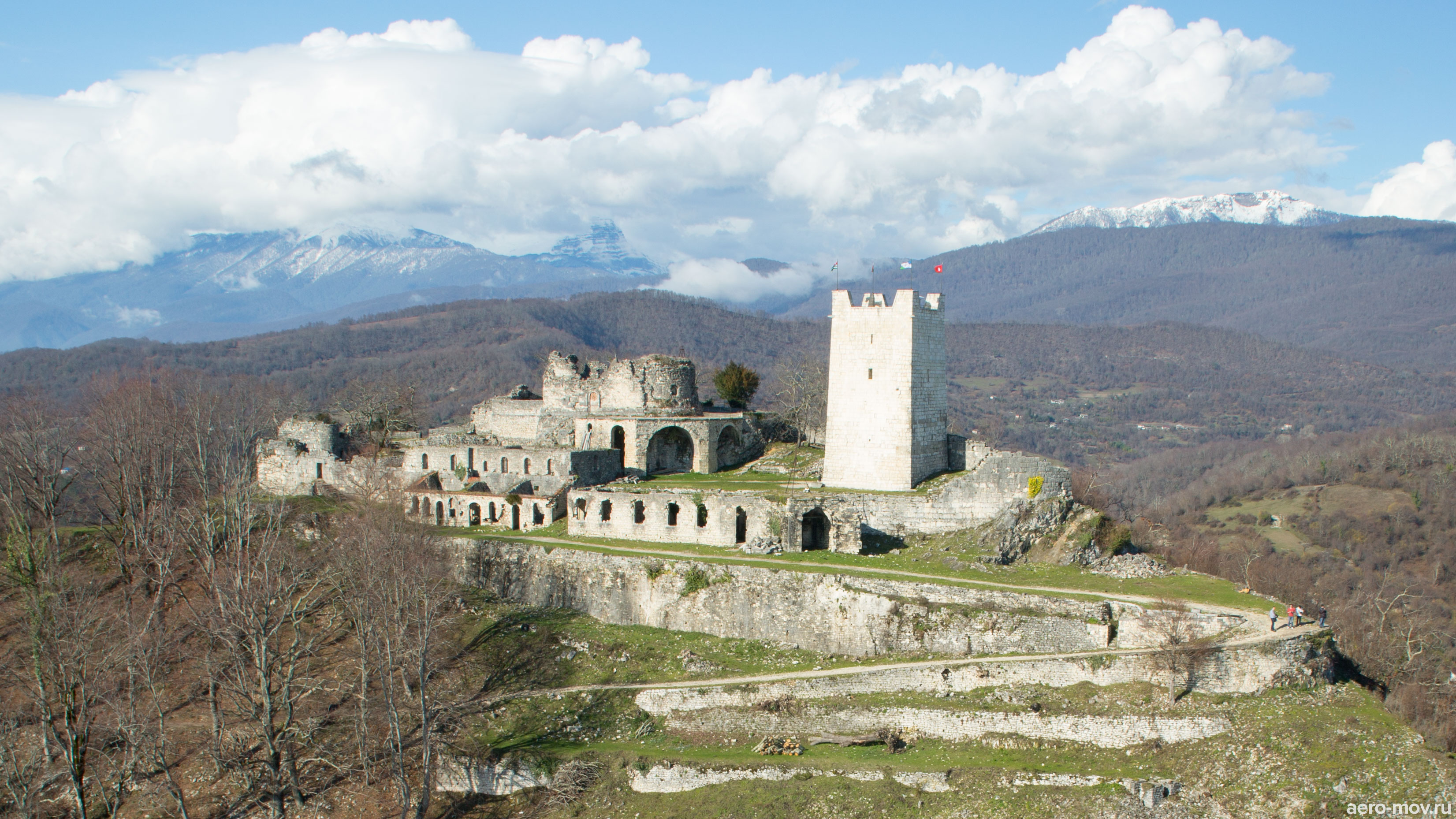
Fortaleza de Anacopia
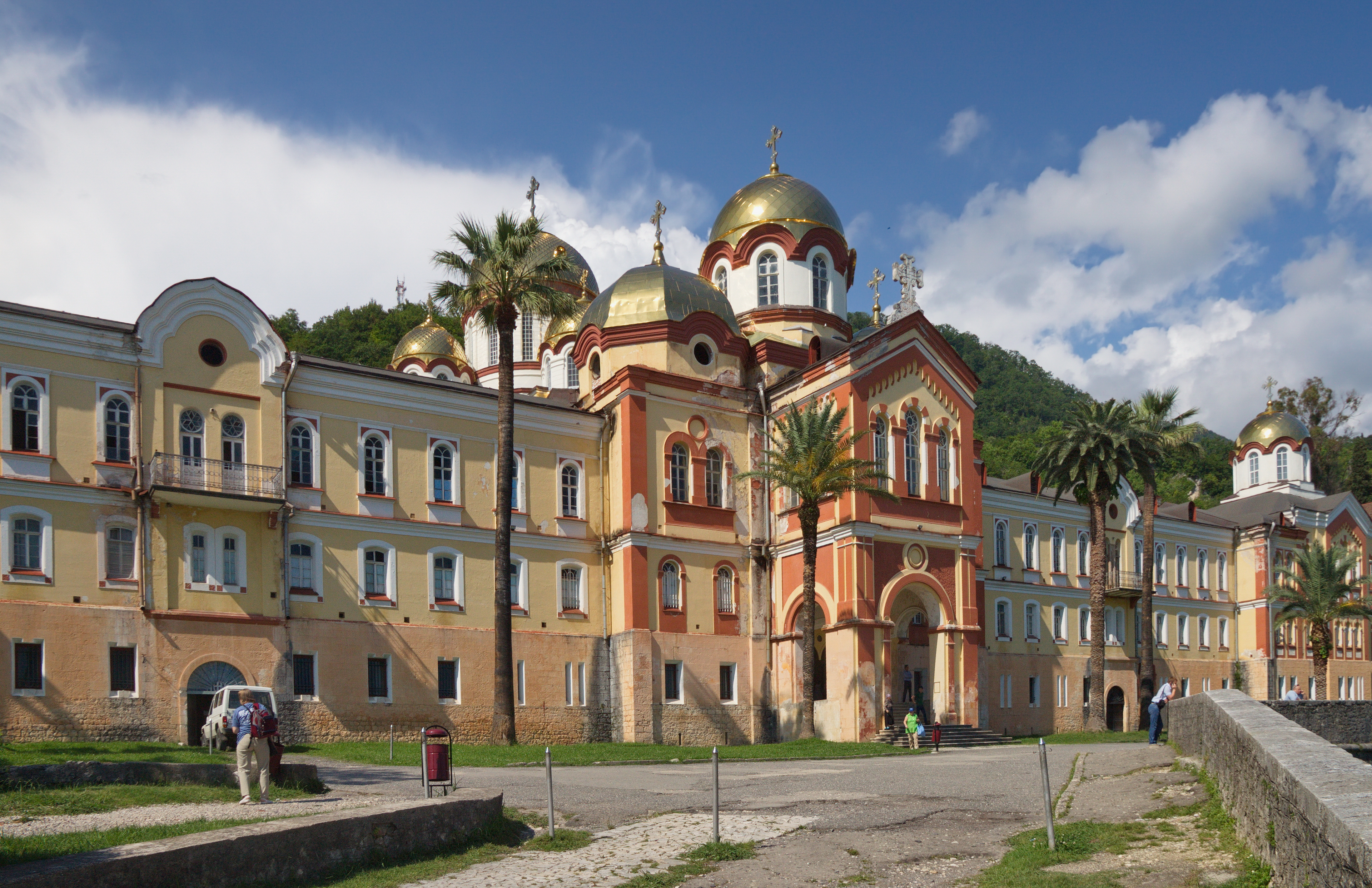
Monasterio de Novi Afón